# E-vitamin
E-vitamin (eller tokoferol) er et vitamin, der beskytter kroppens celler mod nedbrydelse fra især skadelige stoffer fra stofskiftet.
Vitaminet kan optages ved bl.a. at spise fedtrig mad som planteolier, margarine, æg, smør og fisk.
Mangel på E-vitamin giver muskeltræthed, samt forstyrrer nervesystemet med balance og -synsforstyrrelser som resultat. Det anbefales at indtage ca. 8 mg vitamin E dagligt.